# 男像柱

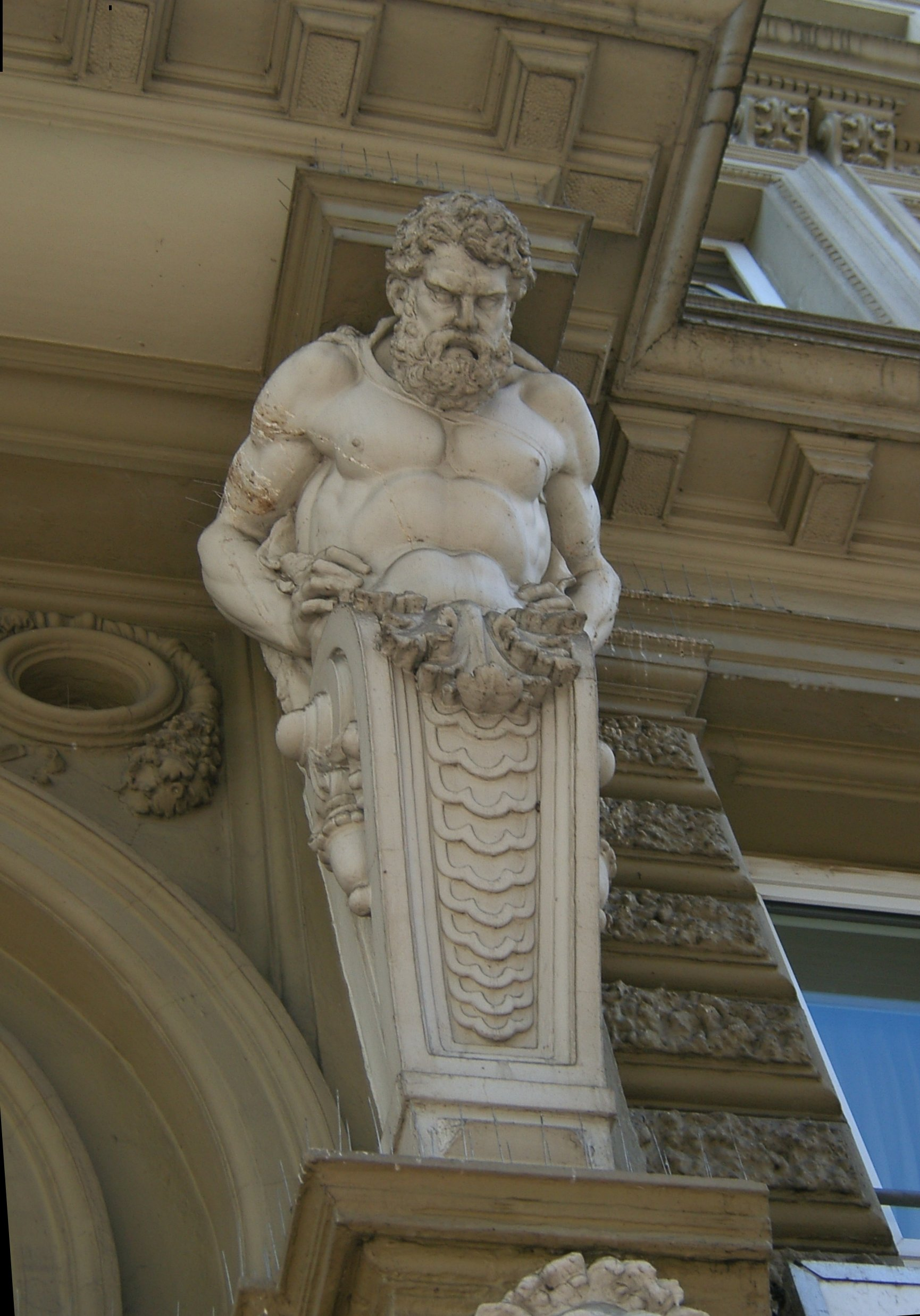
德國漢堡聖喬治區中的男像柱特寫

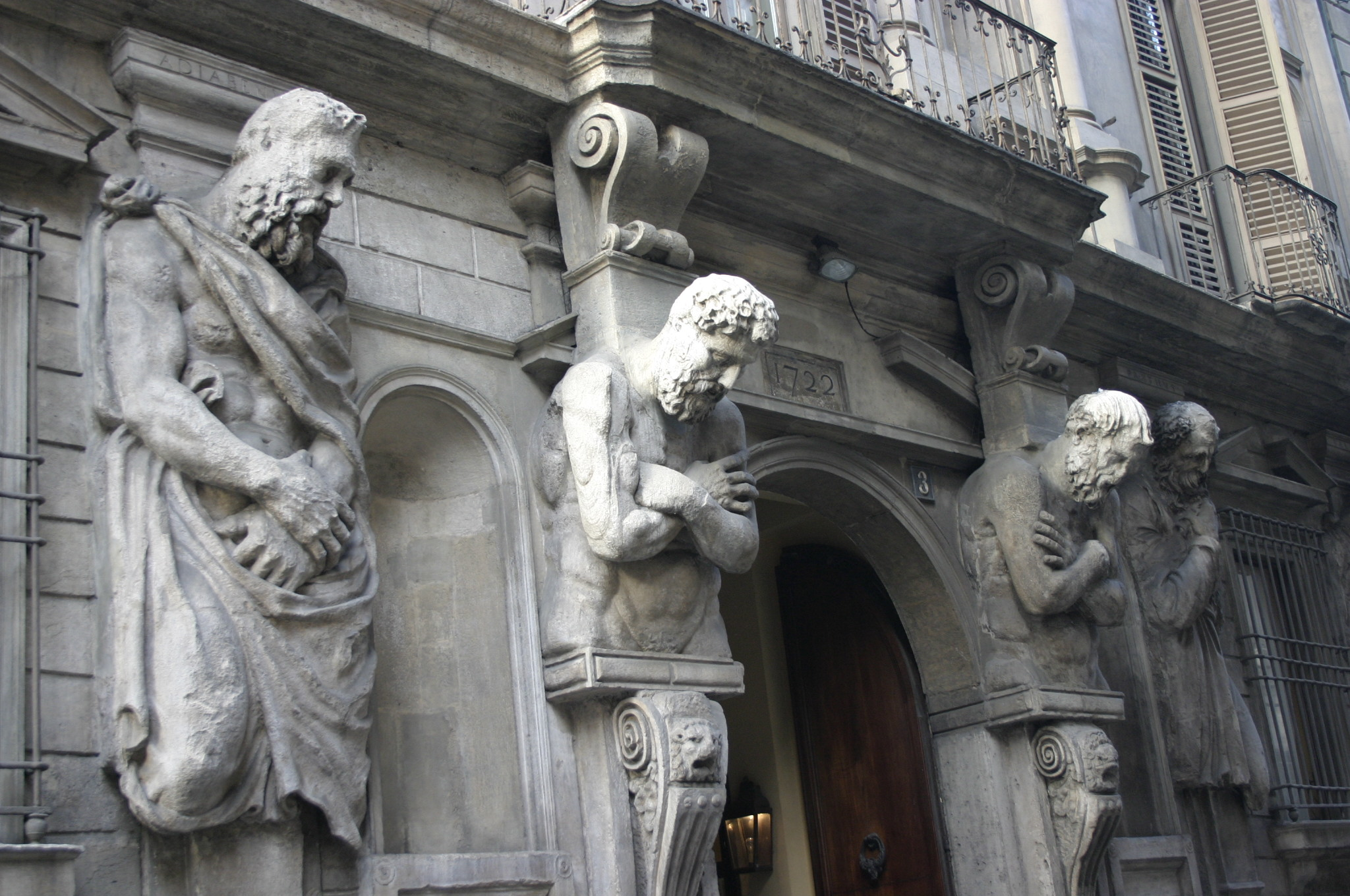
義大利米蘭奧梅諾尼家族宅第（Casa degli Omenoni）的男像柱

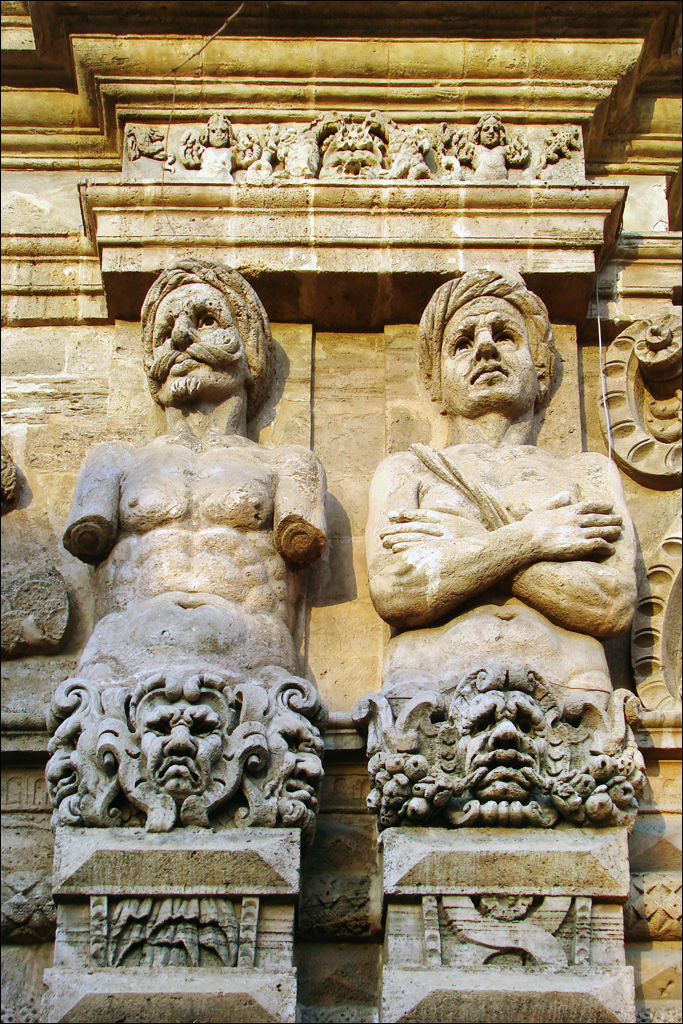
義大利巴勒摩新門上設置著被查理五世擊敗的摩爾人男像柱

歐洲建築雕塑元素中的男像柱（英文單數名稱寫作：Atlas、Atlant、Atlante、Atlantid；複數名稱寫作：Atlantes）在中文亦稱為：阿特拉斯柱壁，為一種雕刻成男性形象的建築支撐物，用來替代取代柱子、橋墩與壁柱的功能。這個建築支撐物的羅馬術語為：Telamon （複數型態寫作：Telamones或Telamons）。
Atlantes（希臘文：Ἄτλαντες）這術語典故出自擎天神阿特拉斯名稱的複數寫法──祂是被迫將天空永遠扛在肩上的泰坦。另一個術語Telamones典故則出自後來的神話英雄鐵拉蒙（Telamon）名稱的複數寫法──他是大埃阿斯父親，阿爾戈英雄之一。
女像柱是希臘建築師率先以人物形象作為柱子的藝術形式，當時是陳列於柱廊支撐柱頂。在雅典衛城上的厄瑞克忒翁神廟（供奉雅典娜、波賽頓和傳說中雅典國王厄瑞克透斯）與德爾斐的寶庫都可以發現到女像柱的設置。一般而言女像柱只會設置在愛奧尼柱式神廟格局中，並表示其與殿內崇拜女神的儀式有相關聯。從尺寸設計而言男像柱矮於女像柱，通常是設計在同真人身高般或者更高一些，而裝飾藝術中類似的小人物像稱為：term或terminal figure（複數寫作：terms或termini，中譯為：胸像柱或胸像臺，這是不精確的譯法，因為terminal figure造型有半身像、僅雕刻頭部的人物像）。
基本上它是由西洋傳統建築的女像柱所演變成另一種藝術表現形式，從建築運用的面向與藝術內涵來看，基本上與女像柱並無差異，只是把柱壁雕塑的女性形象轉換成男性而已，其知名度遠不及女像柱。